# Рущак Роман Йосипович
Рома́н Йо́сипович Руща́к (17 січня 1978, м. Чортків, Тернопільська область, — 22 червня 2015, с. Городище, Луганська область) — український військовик, стрілець гірсько-піхотного батальйону 128-ї гірсько-піхотної бригади (Мукачево). Почесний громадянин міста Чорткова (2022, посмертно).

## Життєпис
Роман був єдиним сином у сім'ї. Покійний батько воював у Афганістані, помер 2006 року. Роман їздив на заробітки до Києва, працював на будовах у Чорткові.
Мобілізували Романа до війська 29 липня 2014 року. Три тижні був у Мукачевому, потім у складі бригади поїхав на Схід. Спочатку потрапив у селище Мирна Долина на Луганщині. Там наприкінці жовтня 2014 року зазнав осколкового поранення в руку. Романа з великою втратою крові доправили до Харківського військового шпиталю. Там його прооперували, але витягти всі осколки не вдалося. Через чотири дні перевели до Львова, де лікувався в госпіталі, деякий час — удома.
На початку січня 2015 року повернувшись на фронт, відразу потрапив у «котел» під Дебальцевим. Цілий місяць рідні не знали про його долю. У лютому 2014 року під час прориву бригади з «котла» Роман упав з БТРа, побився й поламав два ребра. Лікувався в Чорткові, Чернівцях. Після лікування знову вирушив на Схід.
Там у Романа відкрилася виразка шлунка, а через те, що в «котлі» під Дебальцевим довго лежав на холодній землі, почали відмовляти нирки. Востаннє мати розмовляла з ним за годину до загибелі.
Загинув за невідомих обставин 22 червня 2015 року (за однією з версій — ударом по голові від рук місцевих жителів) у селі Городище Луганської області за 20 днів до демобілізації. Прощалися з Романом Рущаком у церкві Петра і Павла, поховали в Чорткові 25 червня.
Залишилася мати Анна Василівна. Колишня дружина Анна з 9-річним сином Юрієм мешкає на Львівщині.

## Нагороди та відзнаки
- Почесний громадянин Чорткова (18 серпня 2022, посмертно)[1].